# Dusona longiabdominalis
Dusona longiabdominalis là một loài tò vò trong họ Ichneumonidae.